# U-Bahnhof Piedras

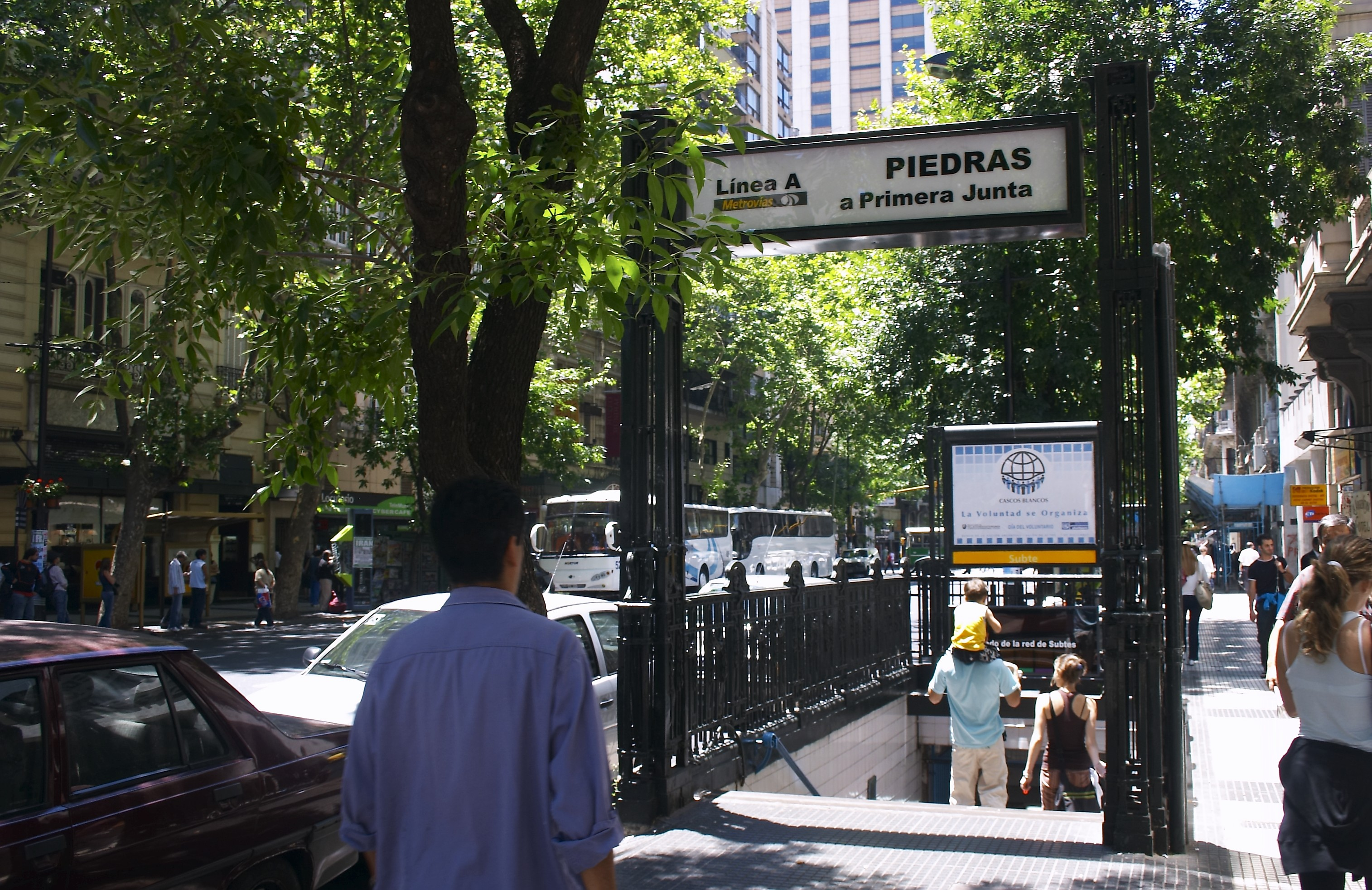
Eingang zum U-Bahnhof Piedras

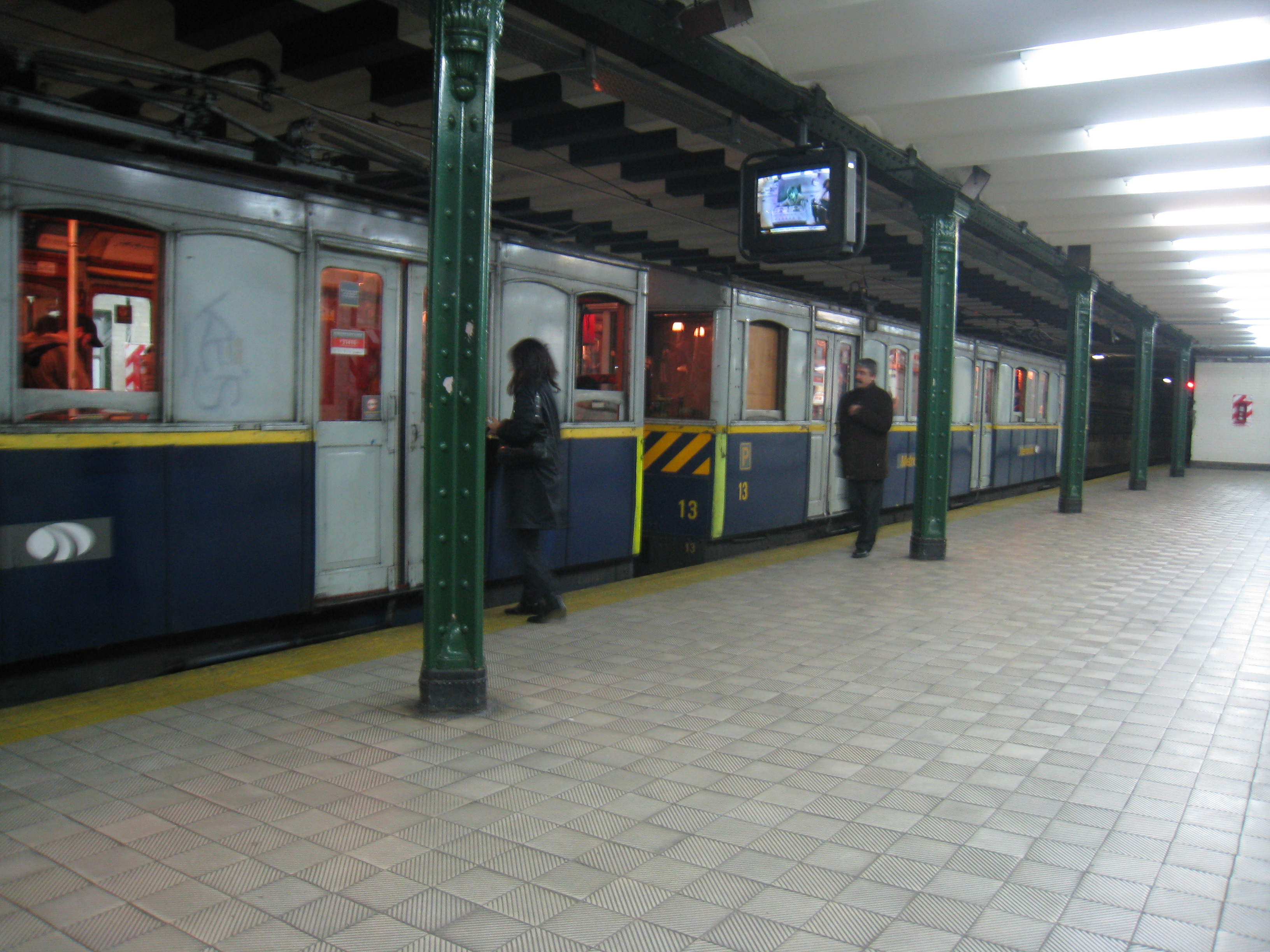
Bahnsteigansicht

Der U-Bahnhof Piedras ist eine Station der Linie A der Subterráneos de Buenos Aires und wurde gemeinsam mit dem Abschnitt Plaza de Mayo–Plaza Miserere als erste des Netzes am 1. Dezember 1913 eröffnet. Der U-Bahnhof befindet sich unter der Straßenkreuzung der Avenida de Mayo und der namensgebenden Calle Piedras. Benannt ist die Straße wie der Bahnhof nach der Schlacht am Río de Las Piedras (Salta) im Jahr 1812 im Unabhängigkeitskrieg zwischen dem Spanischen Königreich und den Vereinigten Provinzen des Río de la Plata.

## Geschichte
Der U-Bahnhof Piedras gehört zum Abschnitt der ersten U-Bahn-Strecke von Buenos Aires zwischen der Plaza de Mayo und der Plaza Miserere. Wie alle normalen Durchgangsbahnhöfe erhielt der Bahnhof zwei Seitenbahnsteige. Zur Unterscheidung zu den anderen Bahnhöfen erhielt diese eine dunkelgrüne Lackierung des Bahnhofsmobiliars. Die Wände sind bis heute weiß gefliest.
1997 wurde der U-Bahnhof als nationales historisches Denkmal (monumento histórico nacional) eingestuft.

## Anbindung
Am U-Bahnhof bestehen Umsteigemöglichkeit zu zahlreichen Bussen (colectivos).
| Linie | Verlauf |
| ----- | --- |
|       | Plaza de Mayo – Perú – Piedras – Lima – Sáenz Peña – Congreso – Pasco – Alberti – Plaza Miserere – Loria – Castro Barros – Río de Janeiro – Acoyte – Primera Junta – Puán – Carabobo – San José de Flores – San Pedrito |